# Salla (poste-frontière)
Pour les articles homonymes, voir Salla (homonymie).
Le poste-frontière de Salla (finnois : Sallan raja-asema) est un poste-frontière situé à Salla en Finlande,.

## Géographie
Ouvert depuis le 2002, le poste frontière est ouvert quotidiennement de 7:00 à 20:00.
Le poste est à 450 kilomètres de Mourmansk.